# Мосфільм

Емблема кіностудії «Мосфільм» — скульптура «Робітник і колгоспниця» з'явилася вперше у фільмі «Весна» 1947 року режисера Григорія Александрова

«Мосфі́льм» (рос. «Мосфильм») — одна з найбільших кінокомпаній Росії і Європи. Створена 1924 року на базі двох окремих націоналізованих кінофабрик Олександра Ханжонкова і Йосипа Єрмольєва. Свою теперішню назву кіностудія отримала 1935 року.
У часи Радянського Союзу на кіностудії «Мосфільм» знято більше, ніж 2500 різних картин, багато з яких ввійшло в золотий фонд світового кіно, завоювало численні нагороди й номінації на різних кіноконкурсах.

## Фільми кіностудії, що отримали премії

### 1925— 1940 роки
- 1925 — «Броненосець Потьомкін» (рос. Броненосец Потемкин)
- 1934 — «Веселі хлоп'ята» (рос. Весёлые ребята)
- 1936 — «Цирк»
- 1938 — «Волга-Волга»

### 1941— 1950 роки
- 1947 — «Сказання про землю Сибірську» (рос. Сказание о земле Сибирской)
- 1948 — «Повість про справжню людину» (рос. Повесть о настоящем человеке)

### 1951— 1960 роки
- 1957 — «Летять журавлі» (рос. Летят журавли)
- 1959 — «Балада про солдата» (рос. Баллада о солдате)

### 1961— 1970 роки
- 1962 — «Іванове дитинство» (рос. Иваново детство)
- 1963 — «Я простую Москвою» (рос. Я шагаю по Москве)
- 1965  — «Наш дім» (рос. Наш дом)
- 1966 — «Андрій Рубльов» (рос. Андрей Рублёв)
- 1968 — «Війна і мир» (рос. Война и мир)
- 1969 — «Біле сонце пустелі» (рос. Белое солнце пустыни)

### 1971— 1980 роки
- 1971 — Чайковський
- 1971 — Дідки-розбійники
- 1972 — Соляріс
- 1972 — Джентльмени талану
- 1973 — Іван Васильович змінює професію
- 1973 — Мовчання доктора Івенса
- 1974 — Свій серед чужих, чужий серед своїх
- 1975 — Дерсу Узала
- 1975 — Сибіріада
- 1975 — Афоня
- 1975 — Дзеркало
- 1975 — Іронія долі
- 1976 — Сходження
- 1977 — Міміно
- 1977 — В зоні особливої уваги
- 1979 — Сталкер
- 1979 — Москва сльозам не вірить